# Lista de condados de Maryland

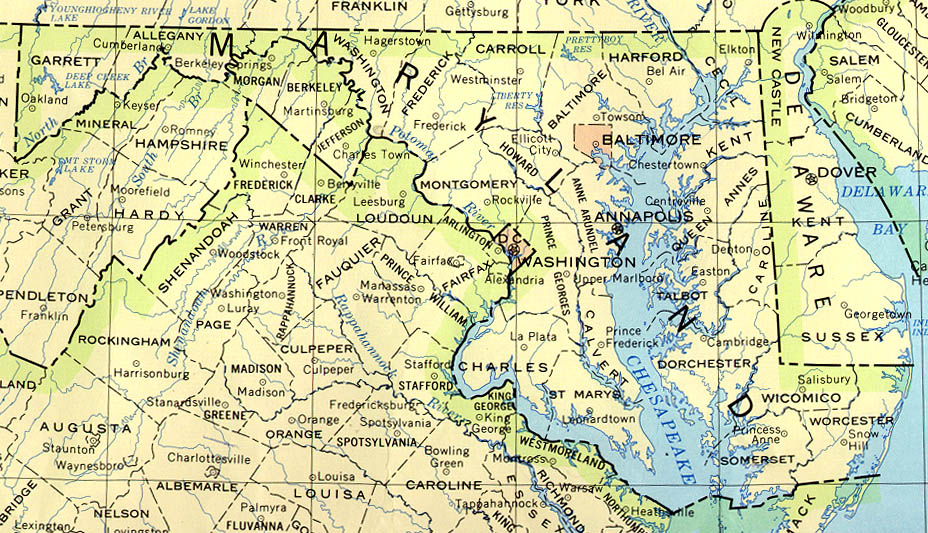
Mapa de Maryland e seus 23 condados.

O estado norte-americano de Maryland ou, na sua forma portuguesa, Marilândia, possui um total de 23 condados e uma cidade independente:

## A
- Allegany
- Anne Arundel

## B
- Baltimore (cidade independente)
- Baltimore

## C
- Calvert
- Caroline
- Carroll
- Cecil
- Charles

## D
- Dorchester

## F
- Frederick

## G
- Garrett

## H
- Harford
- Howard

## K
- Kent

## M
- Montgomery

## P
- Prince George's

## Q
- Queen Anne's

## S
- Saint Mary's
- Somerset

## T
- Talbot

## W
- Washington
- Wicomico
- Worcester